# 분자 성질
분자 성질(分子性質, 영어: molecular property)에는 약물을 비롯한 분자의 화학적 성질, 물리적 성질 및 구조적 성질이 포함된다. 분자 특성(分子特性)이라고도 한다. 분자 성질은 일반적으로 화합물의 약리학적 성질 또는 생물학적 성질을 포함하지 않는다.

## 같이 보기
- 생물학적 활성
- 화학적 성질
- 화학 구조
- 리핀스키의 5법칙, 약물의 분자적 특성을 설명
- 물리적 성질
- 구조-활성의 정량적 관계 (QSAR)